# Asilus bariventris
Asilus bariventris är en tvåvingeart som beskrevs av Camillo Rondani 1850. Asilus bariventris ingår i släktet Asilus och familjen rovflugor. Inga underarter finns listade i Catalogue of Life.